# Caso Povo Indígena Xucuru versus Brasil
O Caso Povo Indígena Xucuru versus Brasil foi um processo contencioso de direitos humanos julgado pela Corte Interamericana de Direitos Humanos (Corte IDH) em 5 de fevereiro de 2018. A Corte condenou o Estado brasileiro por violações aos direitos do povo indígena Xukuru de Ororubá, em razão da demora excessiva na demarcação e desintrusão de seu território tradicional, localizado no município de Pesqueira, estado de Pernambuco.
O caso tornou-se a primeira condenação internacional do Brasil por violação dos direitos territoriais de um povo indígena. A decisão reconheceu a violação dos direitos à propriedade coletiva, às garantias judiciais e à proteção judicial (Artigos 21, 8.1 e 25 da Convenção Americana sobre Direitos Humanos), além do dever de respeito e garantia (Artigo 1.1), e estabeleceu uma série de medidas reparatórias, incluindo compensação financeira, publicação da sentença e ações para assegurar o usufruto pleno do território pelos Xukuru.

## Contexto histórico e conflito fundiário
O povo Xukuru habita tradicionalmente a região da Serra do Ororubá, no município de Pesqueira, em Pernambuco. A partir da década de 1980, liderados pelo cacique Francisco de Assis Araújo, conhecido como Xikão Xukuru, iniciaram um processo de reorganização social e territorial com vistas à retomada de sua terra ancestral, que vinha sendo progressivamente ocupada por posseiros e fazendeiros desde o período colonial.

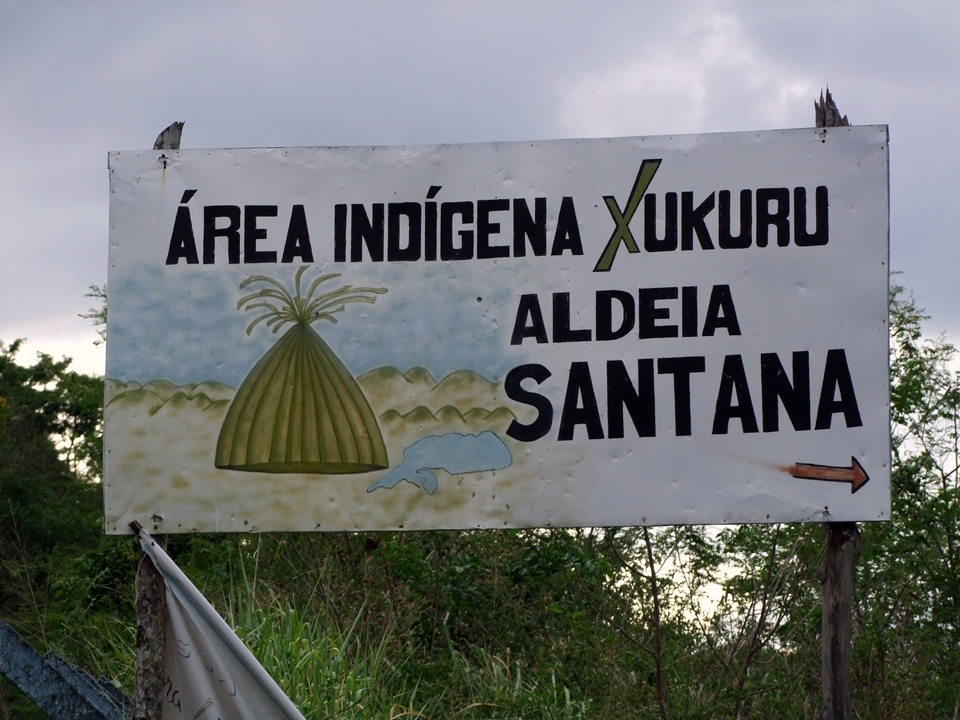
Aldeia Santana, uma das comunidades do território tradicional Xukuru

O processo de retomada gerou forte oposição de não indígenas, resultando em crescente tensão e episódios de violência. Em 1992, o filho do pajé Xukuru foi assassinado. Em 1995, um servidor da FUNAI foi morto enquanto apoiava o processo de demarcação. O episódio mais emblemático ocorreu em 20 de maio de 1998, quando o cacique Xikão foi assassinado em uma emboscada. Investigações apontaram o envolvimento de fazendeiros locais, incluindo José Cordeiro (Zé de Riva), que cometeu suicídio enquanto estava detido.
Após o assassinato de Xikão, seu filho Marcos Xukuru assumiu a liderança da comunidade aos 17 anos, passando a sofrer ameaças e perseguições. Em 2002, a Comissão Interamericana de Direitos Humanos (CIDH) adotou medidas cautelares para proteger a vida de Marcos e de sua mãe, Dona Zenilda.
Em fevereiro de 2003, Marcos foi alvo de um atentado armado, atribuído a um grupo dissidente da própria comunidade Xukuru. O ataque resultou na morte de dois indígenas. A situação de vulnerabilidade persistente levou o Estado brasileiro a incluí-lo, em 2008, no Programa de Proteção aos Defensores de Direitos Humanos.

## Demarcação e desintrusão do território
O processo de regularização fundiária da Terra Indígena Xukuru teve início formal em 1989, quando a FUNAI iniciou os estudos de identificação e delimitação do território tradicional. O processo culminou na assinatura do decreto de homologação pelo então presidente Fernando Henrique Cardoso em 30 de abril de 2001, publicado em 2 de maio do mesmo ano.
Após a homologação, a FUNAI solicitou o registro da terra em cartório, mas o oficial registrador de Pesqueira suscitou dúvidas jurídicas e ajuizou ação judicial questionando o procedimento. A questão foi resolvida em 22 de junho de 2005, quando a Justiça Federal reconheceu a validade do processo. O registro definitivo da Terra Indígena Xukuru foi concretizado em 18 de novembro de 2005.

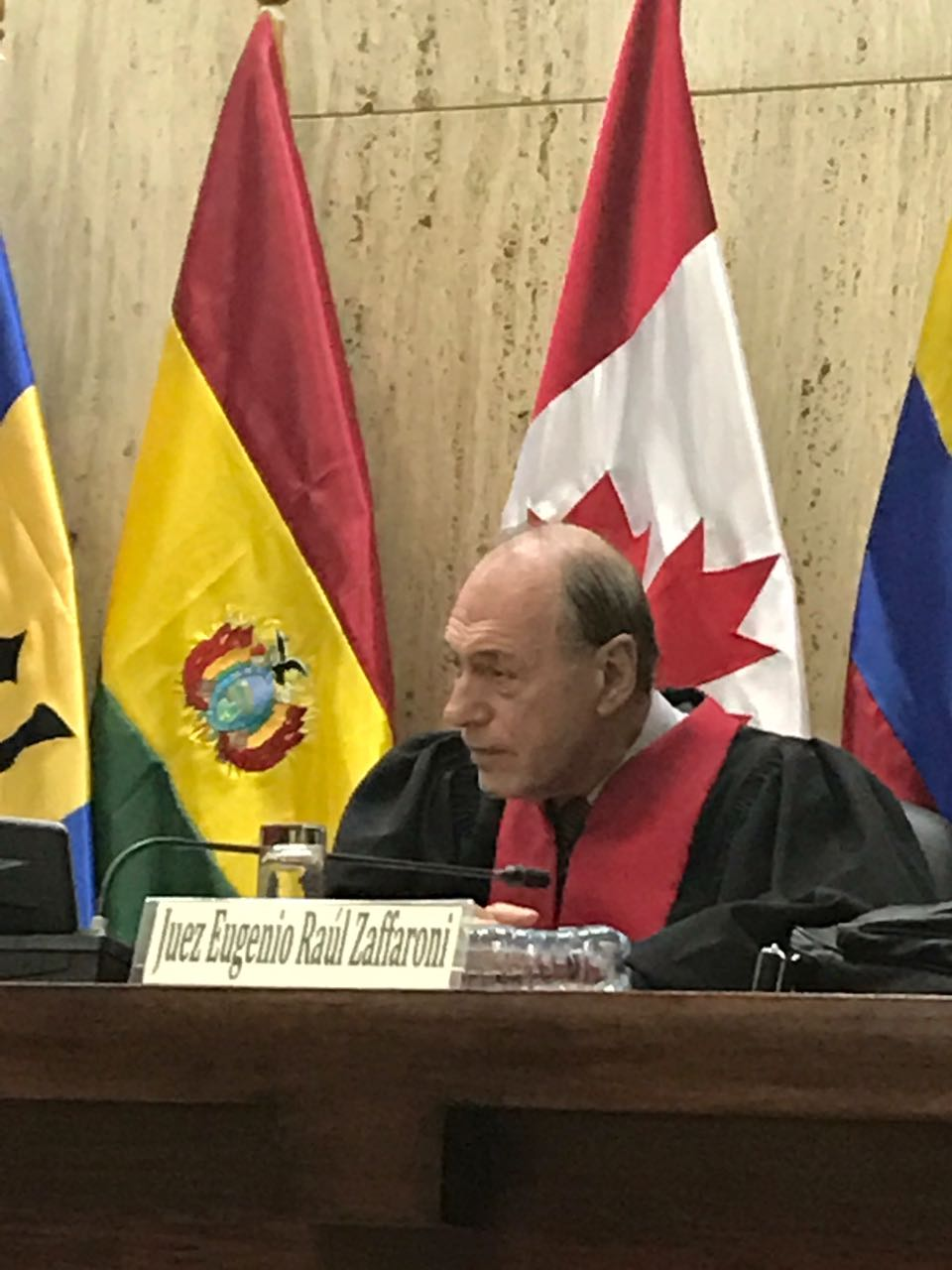
Audiência pública do caso Xukuru na Corte IDH, 2017. Na imagem, o juiz Eugenio Raúl Zaffaroni.

A etapa seguinte foi a desintrusão — ou seja, a retirada dos ocupantes não indígenas da área e pagamento de indenizações pelas benfeitorias feitas de boa-fé. O cadastramento dos ocupantes foi realizado entre 1989 e 2007, identificando 624 posses ilegítimas. Entre 2001 e 2013, o Estado brasileiro indenizou 523 ocupantes. No entanto, em 2018, ainda havia 45 casos pendentes de indenização, e seis famílias permaneciam fisicamente no território, ocupando cerca de 160 hectares, o equivalente a 0,5% da terra demarcada.
Além da lentidão administrativa, o processo de desintrusão enfrentou obstáculos judiciais. Destaca-se uma ação de reintegração de posse movida por fazendeiros em 1992, que tramitou até 2014, resultando em decisão final favorável aos não indígenas. Outra ação, ajuizada em 2002, buscava anular parte da demarcação. Em 2012, o TRF da 5ª Região manteve a demarcação, mas determinou indenização aos autores por falhas processuais. Ambas as ações ainda estavam pendentes de solução definitiva até o julgamento internacional.

## Tramitação na Comissão Interamericana de Direitos Humanos
Em 16 de outubro de 2002, organizações brasileiras — entre elas o Conselho Indigenista Missionário (CIMI), o GAJOP e a Justiça Global — apresentaram petição à Comissão Interamericana de Direitos Humanos (CIDH), denunciando o Estado brasileiro por violação aos direitos do povo indígena Xukuru. As alegações incluíam a morosidade na demarcação da terra, a ausência de proteção judicial eficaz e a falta de garantias à integridade física das lideranças indígenas, especialmente após o assassinato do cacique Xikão e os ataques contra Marcos Xukuru.
A Comissão declarou a petição admissível em 5 de agosto de 2009, e passou a analisar o mérito da controvérsia. Em 28 de julho de 2015, aprovou o Relatório de Mérito nº 44/15, no qual concluiu que o Brasil havia violado os direitos à propriedade coletiva (Art. 21), às garantias judiciais (Art. 8.1), à proteção judicial (Art. 25) e à integridade pessoal (Art. 5.1 e 5.2) da Convenção Americana sobre Direitos Humanos, todos em conexão com o Art. 1.1 (dever de respeito e garantia).
A CIDH recomendou ao Brasil a conclusão da desintrusão da Terra Indígena Xukuru, o pagamento das indenizações pendentes, a adoção de medidas legislativas e administrativas eficazes para evitar a repetição dos fatos, e o fornecimento de reparações adequadas às vítimas.
Diante da falta de cumprimento das recomendações no prazo fixado, a CIDH decidiu submeter o caso à Corte Interamericana de Direitos Humanos em 16 de março de 2016.

## Julgamento na Corte Interamericana de Direitos Humanos
O caso foi submetido à Corte Interamericana de Direitos Humanos (Corte IDH) em 16 de março de 2016 pela Comissão Interamericana de Direitos Humanos (CIDH), que concluiu que o Estado brasileiro violou os direitos do povo indígena Xukuru por não garantir efetivamente a posse de seu território tradicional, mesmo após a sua demarcação formal.
O processo recebeu o número Caso 12.728 e foi o primeiro contencioso da Corte envolvendo um povo indígena brasileiro.
Durante a tramitação, o Brasil apresentou cinco exceções preliminares, incluindo a alegação de que o relatório de mérito da CIDH havia sido publicado antes da submissão à Corte, o que tornaria o processo inadmissível. A Corte rejeitou essa e outras três exceções, acolhendo parcialmente apenas a de competência temporal (ratione temporis), limitando o exame a fatos ocorridos após 10 de dezembro de 1998 — data em que o Brasil reconheceu a jurisdição contenciosa da Corte IDH.
O julgamento de mérito se concentrou em três eixos principais: (i) a violação ao direito à propriedade coletiva (Art. 21 da Convenção Americana sobre Direitos Humanos), (ii) a violação às garantias judiciais e à proteção judicial (Arts. 8.1 e 25), e (iii) a alegada violação ao direito à integridade pessoal (Art. 5.1). A Corte concluiu que o Brasil foi responsável por demoras excessivas e ineficácia na demarcação, registro e desintrusão da Terra Indígena Xukuru, bem como na resolução de ações judiciais interpostas por não indígenas.
A sentença, proferida em 5 de fevereiro de 2018, declarou que o Brasil violou os direitos à proteção judicial (Art. 25), à propriedade coletiva (Art. 21) e ao julgamento em prazo razoável (Art. 8.1), todos em relação às obrigações gerais de respeito e garantia (Art. 1.1). Por outro lado, a Corte entendeu que não havia elementos suficientes para concluir que houve violação ao dever de adequar o direito interno (Art. 2) nem ao direito à integridade pessoal (Art. 5.1), devido a questões processuais e à falta de fundamentação específica.

## Sentença e medidas de reparação (2018)
Na sentença proferida em 5 de fevereiro de 2018, a Corte Interamericana de Direitos Humanos declarou que o Estado brasileiro violou os direitos do povo Xukuru à propriedade coletiva (Art. 21), às garantias judiciais (Art. 8.1) e à proteção judicial (Art. 25), todos em relação ao Art. 1.1 da Convenção Americana sobre Direitos Humanos. A Corte considerou que a demora injustificada no processo de demarcação, a lentidão para concluir a desintrusão do território e a falta de resolução definitiva das ações judiciais afetaram gravemente a segurança jurídica e o gozo do território pelos Xukuru.
A sentença estabeleceu ao Brasil uma série de medidas de reparação, divididas entre obrigações financeiras, simbólicas e estruturais. As principais determinações foram:
- Garantir, de forma imediata e efetiva, o direito de propriedade coletiva do povo Xukuru sobre toda a extensão de seu território tradicional, protegendo-o contra qualquer interferência de terceiros ou do próprio Estado (Ponto Resolutivo 8).
- Concluir, com a maior diligência possível, o processo de desintrusão, mediante o pagamento das indenizações pendentes e a retirada de quaisquer ocupantes não indígenas remanescentes, no prazo de até 18 meses a partir da notificação da sentença (Ponto 9).
- Publicar, no prazo máximo de seis meses, o resumo oficial da sentença no Diário Oficial da União e em um jornal de grande circulação nacional, além de disponibilizar sua íntegra nos portais institucionais relevantes (Ponto 10).
- Pagar uma indenização de US$ 1.000.000,00 por danos imateriais coletivos, a ser destinada à criação de um Fundo de Desenvolvimento Comunitário gerido pelo povo Xukuru, conforme plano elaborado por sua associação representativa (Ponto 11). Também foi fixado o pagamento de US$ 10.000,00 pelas custas e despesas processuais às organizações representantes (CIMI, GAJOP e Justiça Global).
- Apresentar, no prazo de um ano, um relatório de cumprimento, e manter a Corte informada sobre o avanço das reparações (Pontos 12 e 13).

Essa foi a primeira condenação internacional do Brasil por violações aos direitos territoriais de um povo indígena, marcando um precedente relevante para a jurisprudência interamericana sobre propriedade coletiva. Segundo análise da CIDH, a sentença também contribui para consolidar parâmetros sobre os prazos e a efetividade das medidas administrativas e judiciais que os Estados devem adotar na proteção dos territórios indígenas.

## Cumprimento da sentença e desdobramentos (2018–2024)
Após a condenação, o Estado brasileiro iniciou o processo de cumprimento parcial das determinações da Corte Interamericana de Direitos Humanos. Em 2020, foi realizado o pagamento da indenização por danos imateriais coletivos, no valor de US$ 1 milhão, à Associação do Povo Xukuru do Ororubá, conforme previsto na sentença. O valor foi destinado à criação de um fundo comunitário sob gestão indígena, voltado para projetos de fortalecimento cultural, saúde e sustentabilidade.
Entretanto, diversas medidas previstas permaneceram pendentes. Em dezembro de 2018, lideranças Xukuru realizaram manifestações em Brasília para cobrar o cumprimento integral da sentença, especialmente a conclusão da desintrusão do território e a publicação oficial da decisão.

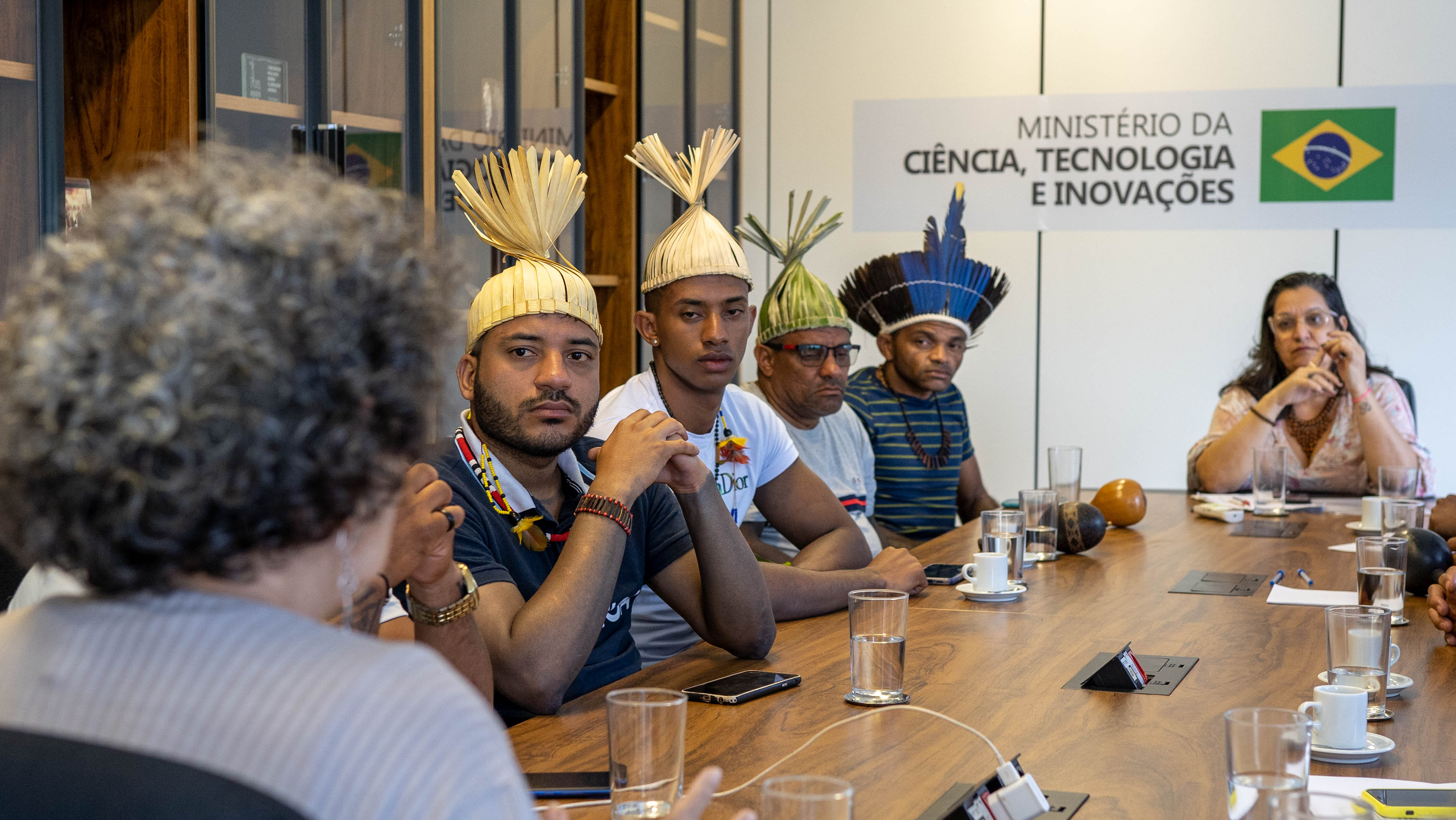
Lideranças Xukuru em audiência no Ministério dos Direitos Humanos (2024)

Entre 2019 e 2024, a Advocacia-Geral da União e o Ministério dos Direitos Humanos e da Cidadania realizaram encontros com a comunidade Xukuru para discutir a regularização definitiva das pendências. Lideranças da etnia também passaram a participar de audiências públicas, conselhos e instâncias consultivas sobre a política indigenista federal. Em 2024, representantes Xukuru estiveram presentes em reuniões formais com a Assessoria de Participação Social e Diversidade do Ministério, cobrando agilidade na execução plena da sentença.
Apesar dos avanços parciais, a Corte Interamericana ainda mantém o caso sob supervisão de cumprimento, exigindo relatórios periódicos do Brasil sobre o andamento das obrigações. A falta de desintrusão completa e a demora na resolução judicial dos litígios fundiários remanescentes continuam a ser os principais entraves ao encerramento da execução internacional da sentença.

## Impacto jurídico e político
A sentença da Corte Interamericana de Direitos Humanos no caso do povo Xukuru é considerada um marco na proteção dos direitos territoriais dos povos indígenas no Brasil e na América Latina. Por ser a primeira condenação internacional do Estado brasileiro por violações aos direitos indígenas, a decisão gerou forte repercussão jurídica, política e social. Ela também influenciou debates sobre a atuação dos órgãos de regularização fundiária e a responsabilidade internacional do país no cumprimento de tratados de direitos humanos.
Organizações indígenas, juristas e instituições internacionais destacaram que a decisão reforça o caráter vinculante dos tratados ratificados pelo Brasil, como a Convenção Americana sobre Direitos Humanos e a Convenção 169 da OIT, especialmente no que se refere à demarcação e proteção das terras tradicionalmente ocupadas.
Internamente, o caso impulsionou o reconhecimento do protagonismo dos povos indígenas no sistema interamericano de direitos humanos, fortalecendo sua capacidade de articulação e mobilização jurídica. Representantes do povo Xukuru passaram a ser convidados a participar de eventos públicos e fóruns institucionais, sendo reconhecidos como atores centrais no monitoramento das obrigações do Estado brasileiro perante organismos internacionais.
Além disso, a jurisprudência estabelecida pela Corte no caso Xukuru tem sido citada em debates judiciais e legislativos sobre demarcação de terras, direitos originários e consulta prévia, livre e informada, servindo como referência para outros povos indígenas e comunidades tradicionais em situação de conflito fundiário no Brasil e em países membros da OEA.